# Двадесетседма египатска династија
Двадесетседма египатска династија, позната као Прва египатска сатрапија, била је краткотрајна покрајина (сатрапија) Ахемединског царства у периоду 525—404. године прије н. е. Основао ју је Камбиз II, цар Персије, након освајања Египта и каснијег крунисања за фараона Египта, а престала је да постоји крунисањем Амиртеја за фараона. Период друге ахемединске владавине назива се „Друга египатска сатрапија” или 31. династија (343—332. године прије н. е.).